# Pachyphytum compactum
Pachyphytum compactum är en fetbladsväxtart som beskrevs av Joseph Nelson Rose. Pachyphytum compactum ingår i släktet Pachyphytum och familjen fetbladsväxter. Inga underarter finns listade i Catalogue of Life.

## Bildgalleri

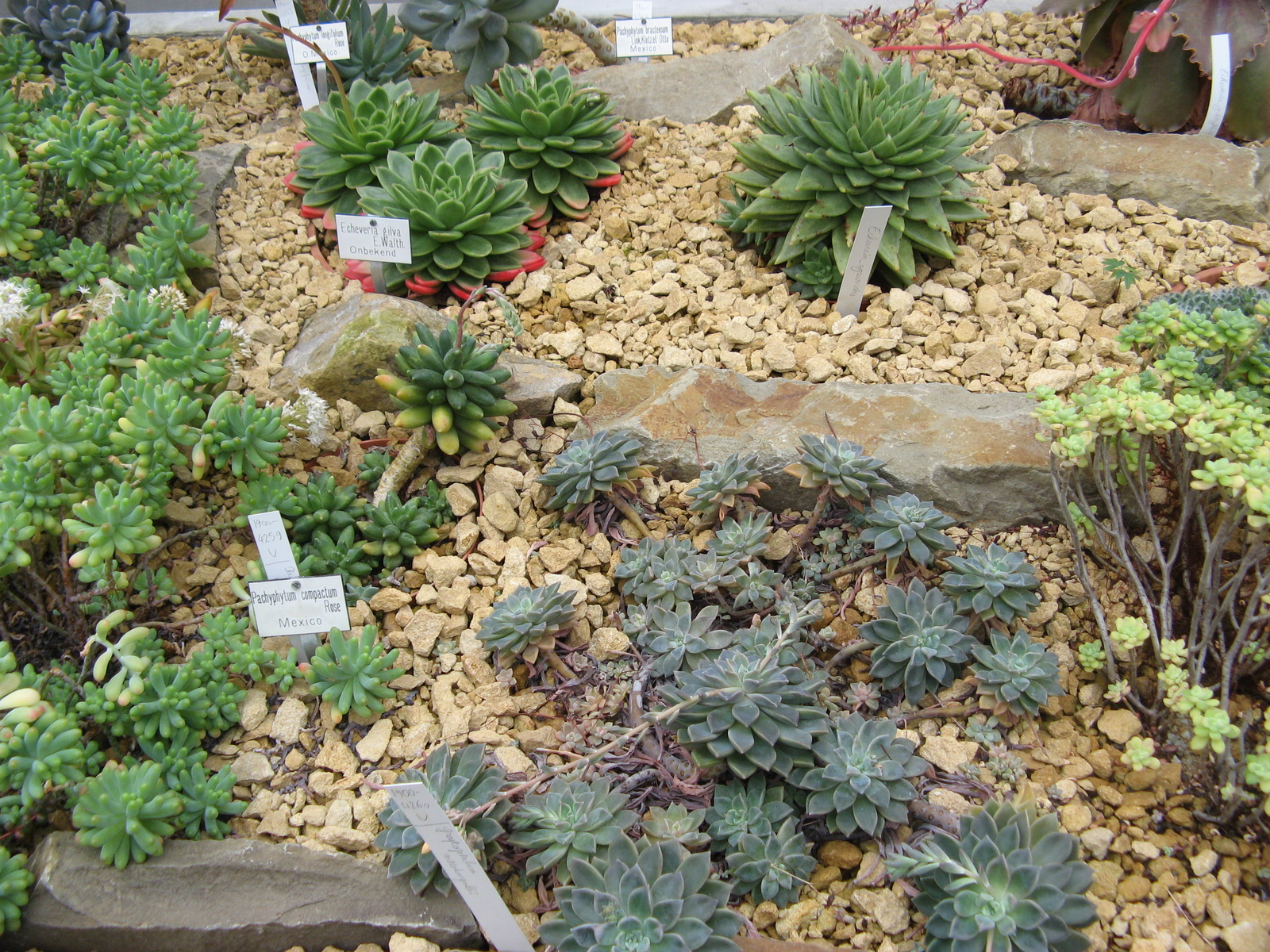
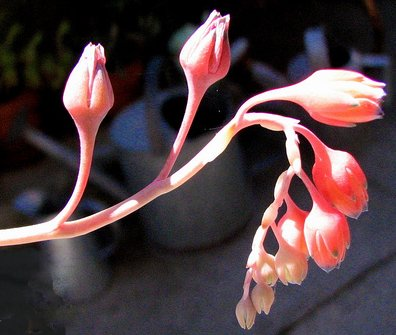
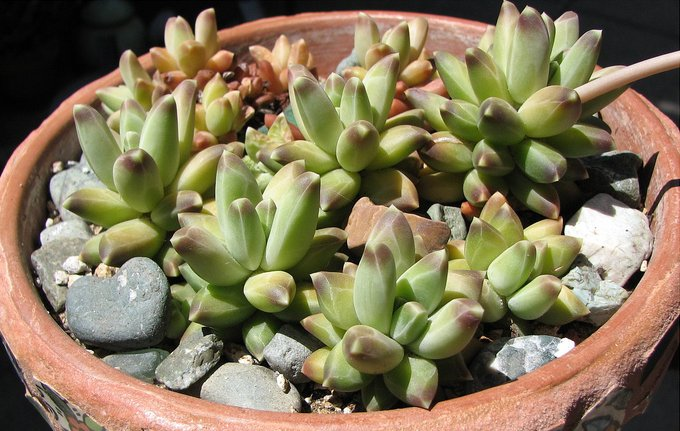
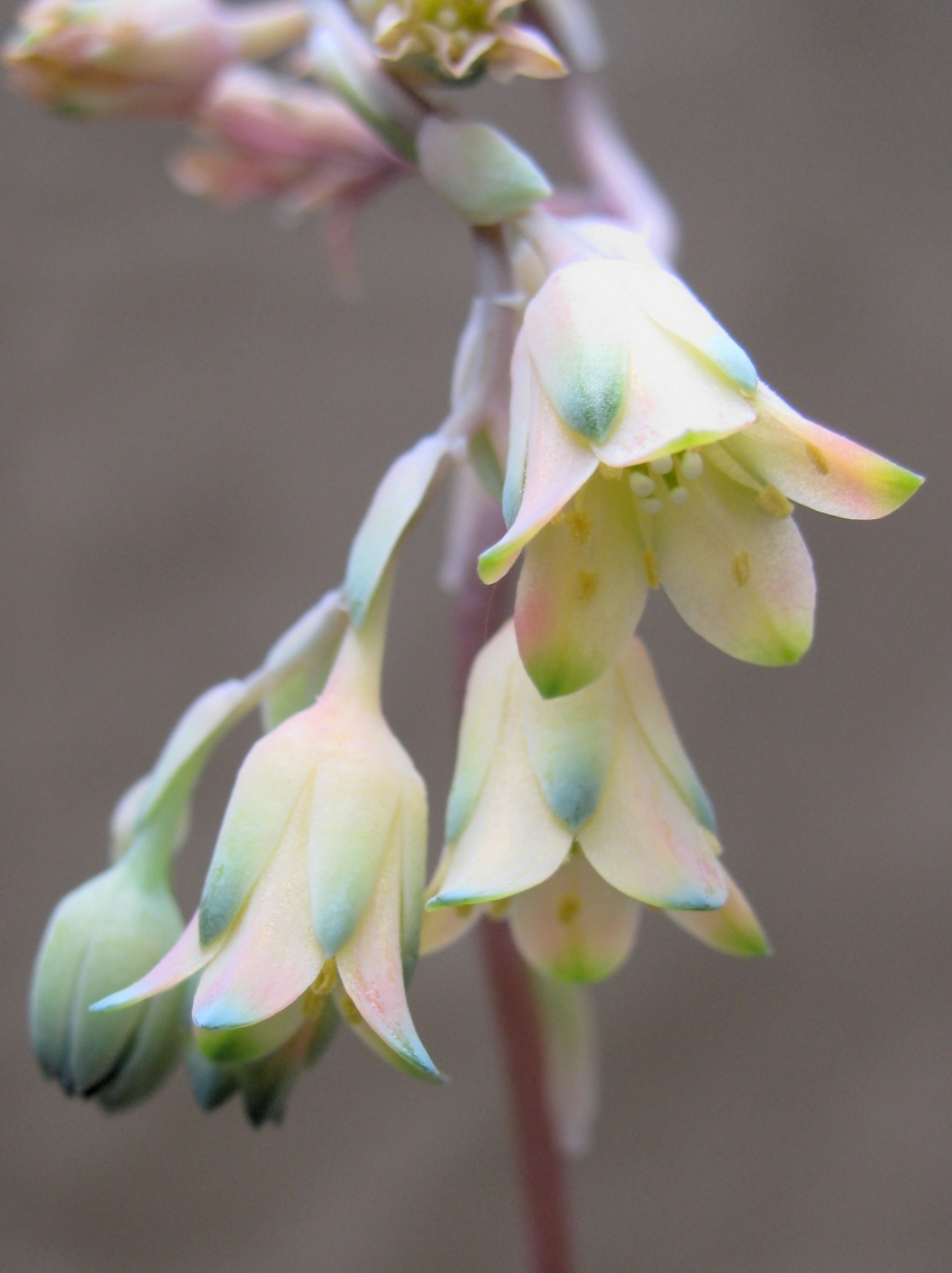